# Havok (wrestler)
Jessica Cricks, conosciuta con il ring name di Havok o Jessicka Havok (Massillon, 20 giugno 1986), è una wrestler statunitense sotto contratto con la Total Nonstop Action Wrestling, in cui ha vinto anche il Knockouts Championship, ma nella sua carriera ha lottato in diverse federazioni indipendenti, tra cui la SHINE Wrestling e la Women Superstars Uncensored, dove ha vinto due volte il WSU Championship.

## Carriera

### Gli inizi (2004-2009)
Jessica Cricks ha debuttato nel 2004 con il ring name di Jessicka Havok, dedicato al cantante degli AFI, Davey Havok, comparendo in varie federazioni tra cui Mega Championship Wrestling, Cleveland All-Pro Wrestling, la Ohio Championship Wrestling e la Main Event World League (MEWL) in cui, il 6 ottobre 2007, ha vinto il MEWL Cruserweight Championship sconfiggendo Jason Blaze in un Casket match.

### Women Superstars Uncensored (2009-2014)
Debutta nella WSU nel 2009, formando un tag team con Hailey Hatred con cui il 22 agosto vince il titolo di coppia della federazione battendo Alicia e Brooke Carter - titolo successivamente perso contro Angel Orsini e Mercedes Martinez.

Alleatasi con Rain e Nikki Roxx, per tutto il 2010 è rimasta imbattuta, vincendo contro wrestler del calibro di ODB.
Di seguito intraprende una faida con l'ex alleata Rain e una con Alicia, trionfando in entrambi i casi.
Il 24 settembre 2011 vince il WSU Spirit Championship ai danni di Rain e forma una stable con Sassy Stephie e Allysin Kay, la Midwest Militia, con cui nel ppv Breaking Barriers II sconfigge il Team WSU.

Nel marzo del 2012 vince anche il WSU Championship contro Mercedes Martinez, mantenendo in contemporanea i due titoli massimi della federazione: lo perde il 28 aprile sempre contro Martinez, ma lo riconquista lo stesso giorno in un Three Way match.

Perde il WSU Spirit Championship solo il 16 giugno, mentre mantiene l'altro titolo fino al 1 maggio 2014, data in cui viene bannata dalla federazione.
Cercherà di farsi riammettere due mesi dopo, sconfiggendo Mia Yim in un Uncensored Rules match.

Tra i match più memorabili di Havok nella WSU, viene ricordato il suo intergender match dell'11 maggio 2013 contro Sami Callihan, in cui è risultata vincitrice.

### Combat Zone Wrestling (2013)
Havok ha debuttato in CZW durante il 14th Anniversary Show perdendo assieme ad Adam Cole contro LuFisto e Sami Callihan in un Mixed Tag Team match.

In seguito ha intrapreso una faida con Nevaeh, che ha impegnato le due atlete in due match, uno a Wanted in marzo, finito con un doppio countout, e uno Proving Grounds 2013 di maggio, in cui Havok perde.

### Altre promozioni (2012-2014)
Nel 2012 lotta per la SHINE Wrestling, iniziando un feud contro Reby Sky conclusosi con una sconfitta a Shine 8.

Ha preso parte al torneo per incoronare la prima SHINE Champion sconfiggendo prima Madison Eagles a Shine 9 e in seguito Saraya Knight per squalifica a Shine 11; a fermarla solo la sua storica rivale, Rain, che ha pure sfidato per vincere il titolo massimo, senza successo.

Inizia così una faida con Allysin Kay, che raggiungerà l'apice durante Shine 18 di aprile 2014, in uno street fight finito in no contest in cui Havok viene investita da una macchina.

Jessicka Havok compare pure a Shimmer Volume 53 del 6 aprile 2013 attaccando Serena Deeb e, successivamente, vincendo un six woman tag team match assieme a Sassy Stephie e Nevaeh. La settimana dopo ottiene un match singolo contro la Deeb, vincendo grazie a un'interferenza di Hatred e Mademoiselle Rachelle, mentre nel rematch a Volume 56 Havok viene sconfitta.

Ha preso parte anche al four-way match del ppv Declaration of Independence di Full Impact Pro, match vinto da Maxwell Chicago.

### Impact Wrestling (2014-2015; 2018-presente)

#### Knockout Champion (2014)
Havok fa la sua prima comparsa per la prima volta ad Impact il 3 settembre 2014, attaccando la TNA Knockout Champion Gail Kim e Taryn Terrell dopo il loro match valido per il titolo, stabilendosi come heel. Nella puntata di Impact del 10 settembre, Havok attacca nuovamente Gail Kim durante un match contro Brittany, degenerando in una rissa con la campionessa. Nella puntata di Impact del 17 settembre, Havok vince una Knockout Battle Royal per determinare la prima sfidante al TNA Knockout Championship. Nella puntata di Impact del 1º ottobre, Havok ha sconfitto una Gail Kim infortunata (kayfabe) in un match brutale, conquistando il TNA Knockout Championship per la prima volta. Il 12 ottobre, a Bound for Glory, Havok ha difeso con successo la cintura contro Velvet Sky. Nella puntata di Impact del 15 ottobre, Havok ha difeso con successo il titolo contro Madison Rayne. Nella puntata di Impact del 5 novembre, Havok ha difeso con successo il titolo contro Gail Kim. Il 7 novembre, al One Night Only: Knockouts Knockdown, Havok è stata sconfitta da Madison Rayne. Nella puntata di Impact del 19 novembre, Havok ha perso il titolo in un Triple threat match contro Gail Kim e Taryn Terrell, in cui quest'ultima ne esce vincitrice, cedendolo dopo 50 giorni di regno.

#### Faide con Awesome Kong e Gail Kim (2015)
Nella puntata di Impact del 7 gennaio 2015, Havok prende parte ad una Knockout Battle Royal valevole per il TNA Knockout Championship detenuto da Taryn Terrell, ma viene eliminata dalla stessa campionessa e Gail Kim; a fine match, attacca brutalmente Taryn, ma improvvisamente si spengono le luci e fa la sua apparizione Awesome Kong, cominciando una rissa cessata dagli arbitri, dando inizio a una faida tra le due. Nella puntata di Impact del 23 gennaio, Havok è stata sconfitta da Gail Kim per squalifica, ed a fine match ha un altro faccia a faccia con Awesome Kong. Nella puntata di Impact - Lockdown del 6 febbraio, Havok è stata sconfitta da Awesome Kong in un Six Sides of Steel match. Nella puntata di Xplosion del 25 marzo, Havok è stata sconfitta da Taryn Terrell. Il 1º aprile, ad Hardcore Justice, Havok è stata sconfitta da Gail Kim in uno Street fight match. Il 1º luglio, al One Night Only: Knockouts Knockdown, Havok ha sconfitto Solo Darling, qualificandosi per la Gauntlet Battle Royal per decretare la Queen of the Knockouts, dove è stata eliminata per ultima da Awesome Kong. Dopo diverso tempo di inattività, il 30 luglio, la Cricks ha confermato sul suo account Twitter che non fa più parte del roster. Il 5 agosto, al One Night Only: World Cup, Havok fa parte del Team Young, ma viene sconfitta da Awesome Kong, membro del Team EC3. Il 6 novembre, al One Night Only: TNA Classic Havok, Angelina Love e Madison Rayne sono state sconfitte da Brooke, Rebel e Taryn Terrell.

#### Sporadiche apparizioni (2018-2019)
Havok fa la sua apparizione il 5 maggio 2018, durante l'evento Impact Wrestling/REVOLVER Penta Does Iowa, dove è stata sconfitta da Taya Valkyrie. Il 14 dicembre, durante l'evento Impact Wrestling/Rockstar Pro Ohio Versus Everything, Havok lotta in coppia con la sua tag team partner dei circuiti indipendenti Nevaeh, conosciute come le Killer Death Machines, dove hanno sconfitto Allie e Samantha Heights. Il 2 marzo 2019, durante l'evento Impact Wrestling/Rockstar Pro Opening Day, le Killer Death Machines (Havok e Nevaeh) hanno sconfitto Madison Rayne e Samantha Heights.

#### Storyline con Su Yung (2019-2020)
Havok fa il suo ritorno ufficiale ad Impact Wrestling durante la puntata di Impact del 7 giugno, dove è stata accompagnata da James Mitchell, interrompendo il match fra Rosemary e Taya Valkyrie attaccando entrambe; successivamente, viene rivelato che ha formato un'alleanza con Mitchell e Su Yung, stabilendosi come heel. Nella puntata di Impact del 14 giugno, Havok ha sconfitto Masha Slamovich. Nella puntata di Impact del 28 giugno, Havok e Su Yung affrontano Rosemary e Taya Valkyrie in un match, terminato in double count out. Nella puntata di Impact - Bash At The Brewery del 5 luglio, Havok è stata sconfitta da Jordynne Grace per squalifica, quando Su Yung attacca la Grace, che viene salvata da Rosemary, annunciando quindi un tag team match immediato, dove Havok e Yung sono state sconfitte. Il 7 luglio, a Slammiversary XVII, Havok prende parte ad un Fatal 4-way Monster Ball match insieme a Rosemary, Su Yung e la campionessa Taya Valkyrie, che difende la cintura, iniziando a far nascere i primi dissidi fra Havok e la Yung. Nella puntata di Impact del 19 luglio, Havok ha vinto un Triple threat match che includeva anche Madison Rayne e la campionessa Taya Valkyrie, non valevole per il titolo. Nella puntata di Impact del 2 agosto, Havok ha sconfitto John E. Bravo, manager di Taya Valkyrie. Il 2 agosto, ad Unbreakable, Havok ha sconfitto Taya Valkyrie in un match valevole per l'Impact Knockout's Championship per count out, il quale non prevede nessun cambio di titolo, quando la Valkyrie abbandona volutamente il quadrato per farsi contare fuori e ritenere la cintura. Il 3 agosto, all'evento Impact/CWFH Wrestling Star Struck, Havok ha sconfitto Viva Van, e poi successivamente anche John E. Bravo. Nella puntata di Impact del 9 agosto, Havok affronta nuovamente Taya Valkyrie in un match valevole per l'Impact Knockout's Championship, ma termina in no contest. Nella puntata di Impact del 23 agosto, Havok ha sconfitto Alisha Edwards. Nella puntata di Impact del 6 settembre, Havok ha sconfitto Su Yung per squalifica. Nella puntata di Impact del 20 settembre, Havok ha sconfitto Su Yung in un No disqualification match; a fine match, le due iniziano una rissa che si protrae nel backstage, dove la Havok l'affoga. Il 4 ottobre, all'evento REVOLVER/Impact Wrestling Tales From The Ring 3, Havok prende parte ad un 7-Men Scrumble match insieme a Beautiful Brian, Clayton Gainz, Dave Crist, Jimmy Jacobs, The Yellow Dog e il campione Jake Manning valevole per il PWR Scramble Championship, ma è stato vinto da Gainz che si laura nuovo campione. Nella puntata di Impact dell'11 ottobre, Havok ha sconfitto Taya Valkyrie per squalifica in un match valevole per l'Impact Knockout's Championship, non verificandosi quindi nessun cambio di titolo. Nella puntata di Impact del 18 ottobre, Havok prende parte ad una Battle royal, ma è stata eliminata. Il 18 ottobre, all'evento Impact Wrestling Prelude To Glory, Havok ha sconfitto Elayna Black. Il 20 ottobre, a Bound for Glory, Havok prende parte ad un Gauntlet match, ma è stata eliminata. Il 9 novembre, a Turning Point, Havok e Madison Rayne sono state sconfitte da Jordynne Grace e Tessa Blanchard. Il 10 novembre, all'evento PPW/Impact Wrestling Overdrive, Havok e Allie Recks sono state sconfitte da Jordynne Grace e Tenille Dashwood. Nella puntata di Impact del 12 novembre, Havok ha sconfitto Krystal Moon. Nell puntata di Impact - IPWF Throwback Throwdown del 26 novembre Havok, Alexia Nicole, Jordynne Grace e Tessa Blanchard hanno sconfitto i Rascalz (Dez, Trey e Wentz) e Josh Alexander. Il 7 dicembre, a No Surrender, Havok ha sconfitto Taya Valkyrie per squalifica in un match valevole per l'Impact Knockout's Championship, non riuscendo dunque a conquistare la cintura. L'8 dicembre, all'evento BCW/Impact Wrestling Motown Showdown, Havok e Madison Rayne hanno sconfitto Rosemary e Taya Valkyrie. Nella puntata di Impact del 7 gennaio 2020, Havok ha sconfitto Rosemary, dove viene accompagnata da Father James Mitchell, dopo che questo ha rinchiuso Susie in una stanza. Nella puntata di Impact del 21 gennaio, Havok ha sconfitto nuovamente Rosemary. Nella puntata di Impact del 4 febbraio, Havok prova a liberare Father James Mitchell dalla stanza dove era stato rinchiuso da Rosemary, ma viene attaccata da questa; Mitchelle, poi, si libera e minaccia Rosemary, che rincorre Susie e cerca di farle perdere i sensi per farla ritornare nella sua forma di Su Yung, riuscendoci sotto lo sguardo sorpreso di Havok. Nella puntata di Impact dell'11 febbraio, Havok e Father James Mitchell sono nel backstage quando questo vede arrivare Susie, avvertendo la Havok di stare attenta, per poi accoglierla e dirle che faranno una riunione di famiglia. Nella puntata di Impact del 18 febbraio, Havok cammina innervosita nel backstage, dove viene tormentata dall'anima di Susie, per poi notare un messaggio scritto, avvertendola che la sua ora è vicina. Il 21 febbraio, all'evento Impact Wrestling/OVW Outbreak, Havok ha vinto un Fatal 4-way match che includeva anche Jordynne Grace, Kiera Hogan e Megan Bayne. Il 22 febbraio, a Sacrifice, Havok ha sfidato Jordynne Grace in un match valevole per l'Impact Knockout's Championship, ma è stata sconfitta. Nella puntata di Impact del 25 febbraio, Havok viene raggiunta nel backstage da Rosemary, che le comunica che la settimana successiva affronterà Su Yung. Nella puntata di Impact del 3 marzo, Havok è stata sconfitta da Su Yung in un No disqualification match; dopo la contesa, la Yung cerca di rinchiuderla nella bara, ma Havok si ribella attaccando le sue damigelle e sfugge alle loro grinfie. Nella puntata di Impact del 10 marzo, Havok viene brutalmente attaccata nel backstage da Su Yung, ma dopo aver cercato di opporsi, viene rinchiusa in una bara. Nella puntata di Impact del 24 marzo, dopo che la settimana precedente Father James Mitchell ha invitato Su Yung a battersi con la Havok nell'Undead Real, la Yung li raggiunge proprio lì dove si dà battaglia con la Havok, e mentre sta per avere la meglio, interviene Mitchell dicendo che non ha più bisogno di entrambe ed ordina ai suoi seguaci di intrappolarle e le spedisce nell'Undead Wasteland; qui, la Yung ed Havok vengono raggiunte da Rosemary che si offre di aiutarle e di mettere fine a questa faccenda, trasportandole da lui, dove la Havok prende un coltello dalle mani della Yung e infilza Mitchell, finendo la sua storia ed effettuando un turn-face. Nella puntata di Impact del 7 aprile, Havok ha sconfitto Madison Rayne.

#### Alleanza con Nevaeh (2020-presente)
Il 21 aprile, a Rebellion, Havok è stata sconfitta da Rosemary in un Full Metal Mayhem match; durante il match, fa la sua comparsa Nevaeh, compagna di coppia nel circuito indipendente di Havok. Nella puntata di Impact del 5 maggio, Havok è ospite nel backstage talk show Locker Room Talk presentato da Madison Rayne insieme a Johnny Swinger, venendole chiesto come si sentisse dopo la sconfitta subita contro Rosemary, ma non la lascia rispondere facendole altre domande, Havok la minaccia e la Rayne le chiede di Nevaeh, se fosse a conoscenza del perché fosse stata presente a bordo ring, ricevendo un no come risposta; poi Madison dice che ha una sorpresa per lei, presentandole Kimber Lee, e la Havok non è felice avendo quindi un confronto. Nella puntata di Impact del 12 maggio, Havok è stata sconfitta da Kimber Lee, dopo una distrazione di Nevaeh, che stava guardando l'incontro fra le transenne. Nella puntata di Impact del 26 maggio, Havok è stata sconfitta da Kimber Lee per squalifica, quando interviene Nevaeh che colpisce la Lee, dunque riunendosi e mettendo in chiaro le loro intenzioni nell'intero roster delle knockout. Nella puntata di Impact del 2 giugno, Havok e Nevaeh sono intervistate nel backstage da Gia Miller, la quale chiede a Nevaeh il perché del suo arrivo a Impact, la ragazza dice che è amica di Jessicka da molti anni e che ha osservato dall’ombra tutta la situazione con Father James Mitchell, adesso che la sua amica è libera staranno insieme e formeranno un team. Nella puntata di Impact del 9 giugno, Havok e Nevaeh si scontrano nel backstage con Kiera Hogan e Tasha Steelz prendersi gioco delle due, Nevaeh propone una sfida per dare prova che le due non hanno paura di loro, ma Kiera e Tasha se ne vanno dicendo che sono impegnate. Nella puntata di Impact del 16 giugno, Havok accompagna Nevaeh nel suo incontro vinto contro Kimber Lee; nel post match, Havok e Neveah vanno faccia a faccia con Kiera Hogan e Tasha Steelz, presenti dietro le transenne, le quali lanciano dei popcorn sulla Havok per provocarla e poi scappare, mentre Neveah trattiene l'amica. Nella puntata di Impact del 23 giugno, Havok accompagna Neveah nel suo match perso contro Tasha Steelz, quando durante l'incontro Kiera Hogan cerca di distrarre Neveah, Havok interviene allontanandola, ma Tasha ottiene la vittoria con un roll-up a sorpresa tenendole il costume. Nella puntata di Impact del 30 giugno, Havok è stata sconfitta da Kiera Hogan dopo una distrazione di Tasha Steelz, che lancia la maschera di Havok alla Hogan venendo colpita; inoltre, viene annunciato che Havok prenderà parte ad un Gauntlet match per determinare la prima sfidante all'Impact Knockout's Championship a Slammiversary. Nella puntata di Impact del 7 luglio, Havok e Nevaeh si presentano durante il backstage talk show Locker Room Talk condotto da Madison Rayne, che stava avendo un confronto verbale con Kiera Hogan e Tasha Steelz, Havok dice alla Rayne che non prova dispiacere nei suoi confronti, ha creato un mostro e se lo merita, Kiera chiarisce che nessuno l'ha creata ma è stata se stessa a trasformarsi, Nevaeh dice che Kiera e Tasha sono state molto fortunate nelle scorse settimane però adesso la loro fortuna sta per scadere, Tasha chiede se sia una minaccia e dopo uno scambio di parole parte una rissa fra le due coppie, mentre Madison assiste sconvolta e chiude questo episodio del talk show. Nella puntata di Impact del 14 luglio Havok, Alisha Edwards, Kylie Rae, Nevaeh e Susie hanno sconfitto Kiera Hogan, Kimber Lee, Rosemary, Tasha Steelz e Taya Valkyrie. Il 18 luglio, a Slammiversary, Havok prende parte al Gauntlet match per determinare la prima sfidante all'Impact Knockout's Championship entrando con il numero 8, ma viene eliminata per quarta da John E Bravo. Nella puntata di Impact del 21 luglio, Havok e Nevaeh hanno sconfitto Kiera Hogan e Tasha Steelz per squalifica, quando Tasha colpisce Havok con una sedia, interviene Nevaeh che le strappa la sedia dalle mani mettendola fuori gioco e Havok stende la Hogan al centro del ring. Nella puntata di Impact dell'11 agosto, Havok e Nevaeh sono state sconfitte da Kiera Hogan e Tasha Steelz in un No disqualification Tag team match.

## Personaggio

### Mosse finali
- The Demon Drop (Over the shoulder back-to-belly piledriver)
- Harlot Slayer (Chokeslam)
- HavoKiller (Sitout powerbomb)

### Soprannomi
- "The Havok Death Machine"

## Titoli e riconoscimenti
- Absolute Intense Wrestling
  - AIW Women's Championship (1)
- Lucha Libre AAA Worldwide
  - AAA World Mixed Tag Team Championship - (1 – con Crazzy Steve)
- Main Event World League
  - MEWL Cruiserweight Championship (1)
- Pro Wrestling Illustrated
  - 4º tra le 50 migliori wrestler nella PWI Female 50 (2013)
- Ring Divas
  - Fight Girl Championship (1)
- Total Nonstop Action Wrestling
  - TNA Knockouts Championship (1)
- Women Superstars Uncensored
  - WSU Championship (2)
  - WSU Spirit Championship (1)
  - WSU Tag Team Championship (1 – con Hailey Hatred)